# Garulia
Garulia là một thành phố và khu đô thị của quận North Twentyfour Parganas thuộc bang Tây Bengal, Ấn Độ.

## Địa lý
Garulia có vị trí 22°49′B 88°22′Đ / 22,82°B 88,37°Đ Nó có độ cao trung bình là 13 mét (42 feet).

## Nhân khẩu
Theo điều tra dân số năm 2001 của Ấn Độ, Garulia có dân số 76.309 người. Phái nam chiếm 53% tổng số dân và phái nữ chiếm 47%. Garulia có tỷ lệ 73% biết đọc biết viết, cao hơn tỷ lệ trung bình toàn quốc là 59,5%: tỷ lệ cho phái nam là 79%, và tỷ lệ cho phái nữ là 67%. Tại Garulia, 10% dân số nhỏ hơn 6 tuổi.